# Wapen van Reiderland (gemeente)

Het wapen van de gemeente Reiderland

Het wapen van Reiderland werd op 17 juli 1991 per Koninklijk Besluit aan de Groninger gemeente Reiderland toegekend. Het wapen is een samenvoeging van de wapens van Beerta, Finsterwolde en Nieuweschans. Het werd tot 1 januari 2010 gebruikt, die dag is de gemeente opgegaan in de fusiegemeente Oldambt. Uit dit wapen zijn geen symbolen overgenomen in het wapen van Oldambt.

## Blazoenering
De blazoenering van het wapen luidde als volgt:
Gekanteeld gedeeld; I in goud een rooster van azuur; II in azuur een leeuw van goud. Het schild gedekt met een gouden kroon van drie bladeren en twee parels.
Het wapen heeft verticaal een scheidingslijn lopen, deze scheidingslijn heeft de vorm van een muur met kantelen. Deze scheidingslijn duidt op aanwezigheid van vestingwerken, in dit geval die van Nieuweschans. De heraldisch rechter helft (voor de kijker links) is goud van kleur met daarop een blauw rooster. Dit rooster is afkomstig uit het wapen van Beerta, op dat wapen werd het vastgehouden door Laurentius van Rome. Sint Laurentius is de beschermheilige van Beerta. De gouden leeuw in het blauwe heraldisch linker veld is afkomstig uit het wapen van Finsterwolde. Ook het wapen van Nieuweschans toonde een leeuw, maar daar gaat het om de Generaliteitsleeuw. De gravenkroon is afkomstig van het wapen van Nieuweschans.

## Voorgaande wapens
De volgende wapens zijn gedeeltelijk opgenomen in het wapen van Reiderland:

Wapen van Beerta
Wapen van Finsterwolde
Wapen van Nieuweschans

Adorp
· Aduard
· Appingedam
· Baflo
· Bedum
· Beerta
· Bellingwedde
· Bellingwolde
· Bierum
· De Marne
· Delfzijl 
· Eemsmond
· Eenrum
· Ezinge
· Finsterwolde
· Grijpskerk
· Grootegast
· Haren
· Hefshuizen
· Hoogezand
· Hoogezand-Sappemeer
· Hoogkerk
· Kantens
· Kloosterburen
· Leek
· Leens
· Loppersum
· Marum
· Meeden
· Menterwolde
· Middelstum
· Midwolda
· Muntendam
· Nieuweschans
· Nieuwe Pekela
· Nieuwolda
· Noordbroek
· Noorddijk
· Oldehove
· Oldekerk
· Onstwedde
· Oosterbroek
· Oude Pekela
· Reiderland
· Sappemeer
· Scheemda
· Slochteren
· Stedum
· Ten Boer
· Termunten
· Uithuizen
· Uithuizermeeden
· Ulrum
· Usquert
· Vlagtwedde
· Warffum
· Wedde
· Wildervank
· Winschoten
· Winsum
· 't Zandt
· Zuidbroek
· Zuidhorn